# 新哈莫尼 (印第安納州)
新哈莫尼（英語：New Harmony），直译为“新和谐”，是一個位於美國印第安納州波西縣哈莫尼小鎮沃巴什河上的一座歷史名鎮。它位於縣城弗農山以北15英里（24公里），是埃文斯維爾市區的一部分。在2010年的人口普查中，該鎮的人口為789。
該鎮於1814年在喬治·拉普（George Rapp）的領導下建立，最初被稱為“哈莫尼”（英语：Harmony，中文意为“和谐”）。早期面积有20,000英畝（8,100公頃）的定居點是路德教會的住所，路德教會與符騰堡公國的官方教堂分離，並移民到美國。和諧主義者在曠野建造了一個新城鎮，但在1824年，他們決定出售財產並返回賓夕法尼亞州。威爾士實業家和社會改革家羅伯特·歐文（Robert Owen）於1825年購買了該鎮，目的是創建一個新的烏托邦社區，並將其更名為“新哈莫尼”。儘管歐文的社會實驗在開始兩年後就失敗了。
新哈莫尼作為一個在教育和科技方面先進的中心而聞名。鎮上的居民建立了第一個免費圖書館，一個公民戲劇俱樂部以及一個男女開放的公立學校系統。此地人才輩出，包括歐文的兒子：印第安納州議員兼社會改革家羅伯特·戴爾·歐文（Robert Dale Owen），他發起立法創立了史密森學會。大衛·戴爾·歐文（David Dale Owen），著名的州和聯邦地質學家；新哈莫尼商人威廉·歐文（William Owen）；印第安納州立地質學家，印第安納大學教授，普渡大學首任校長理查德·歐文（Richard Owen）。該鎮還曾是美國地質調查局的第二總部。許多科學家和教育者為新哈莫尼的知識界做出了貢獻，包括威廉·麥克盧爾，瑪麗·路易絲·杜克洛斯·弗雷塔格特，托馬斯·賽伊，查爾斯·亞歷山大·萊蘇厄爾，約瑟夫·尼夫，弗朗西斯·賴特等。
該鎮許多舊的哈莫尼建築都已恢復。這些建築以及與歐文社區相關的其他建築都包含在新哈莫尼歷史區中。該鎮的當代特色建築有無屋頂教堂和雅典神廟。新和諧州立紀念館位於和諧州立公園內69號國道的城鎮南部。

## 人口
根據2010年美國人口普查的數據，新哈莫尼的面積為2.13平方千米，當中陸地面積為2.11平方千米，而水域面積為0.02平方千米。當地共有人口789人，而人口密度為每平方千米370人。